# Les Minoukinis
Les Minoukinis est une série de bande dessinée humoristique écrite par Philippe Tome et dessinée par Christian Darasse. Composée de gags en une page, elle a fait l'objet de deux albums chez Glénat en 1997 et 1998.

## Synopsis
Des aventures ayant pour cadre une plage naturiste. Un peu à la façon de Lagaffe ou Léonard, chaque page est une histoire indépendante, drôle, jamais vulgaire, et, contrairement à ce que l'on pourrait penser, non érotique.

## Origine du titre
Par analogie à bikini, monokini, burkini, etc., le nom est composé de Minou- (mot gentil désignant le sexe) et -kini devenu synonyme de "habillé de" ou "vêtu de". "Les Minoukinis sont des adeptes du zérokini".

## Publication
En 2015, grâce au financement participatif, les auteurs ont produit une réédition restaurée sous le titre Bronzage Intégral.

## Albums publiés
- Les Minoukinis, Glénat :

1. Attention, plages libres !, 1997  (ISBN 2-7234-2327-1)[1].
2. Soleils complices, 1998  (ISBN 2-7234-2471-5).

- Bronzage intégral, Sandawe, 2015  (ISBN 978-2-930623-34-4).